# Otiothops payak
Otiothops payak är en spindelart som beskrevs av Cristian J. Grismado och Ramírez 2002. Otiothops payak ingår i släktet Otiothops och familjen Palpimanidae. Inga underarter finns listade i Catalogue of Life.